# Cuzcurrita de Aranda
Cuzcurrita de Aranda es una localidad española del municipio de Brazacorta, perteneciente a la provincia de Burgos, en la comunidad autónoma de Castilla y León.

## Historia
Hacia mediados del siglo XIX, el lugar, por entonces con ayuntamiento propio, tenía contabilizada una población de 35 habitantes. Aparece descrito en el séptimo volumen del Diccionario geográfico-estadístico-histórico de España y sus posesiones de Ultramar de Pascual Madoz con las siguientes palabras:

CUZCURRITA DE ARANDA: v. con ayunt. en la prov., dióc., aud. terr. y c. g. de Burgos (14 leg.), part. jud. de Aranda de Duero (4), dióc. de Osma (11). sit. en una ladera con buena ventilacion y clima saludable, siendo las enfermedades mas comunes calenturas pútridas y tercianas. Tiene 17 casas, escuela de primeras letras concurrida por 12 alumnos de ambos sexos, cuyo maestro, que tambien hace de sacristan y fiel de fechos, está dotado con 16 fan. de trigo; una igl. aneja de la de la parr. de Casanova con la advocacion de San Martin, una ermita fuera del pueblo, que sirve de cementerio, y varias fuentes en el térm. de cuyas aguas se surte el vecindario. Confina N. Brazacorta; E. Bocigas; S. Casanova, y O. Langa. El terreno es de buena calidad, con montes poco poblados de enebro; bañándolo un pequeño r. con el nombre de Espesilla. Los caminos son de pueblo á pueblo en mal estado; y la correspondencia se recibe de la adm. de Aranda. prod.: trigo, cebada, avena, centeno, patatas, cañamo y legumbres; ganado lanar churro; caza de liebres, conejos y perdices; y alguna pesca. ind.: la agrícola. pobl. 11 vec., 35 alm. cap. prod.: 349,910 rs. imp.: 35,172. contr.: 1,528 rs. 28 mrs. El presupuesto municipal asciende á 215 rs., cubriéndose por reparto entre los vecinos.
(Madoz, 1847, p. 293)

El municipio de Cuzcurrita de Aranda desapareció de cara al censo de 1857 y el territorio pasó a formar parte del de Medina de Pomar.